# Вилануова (Фиренца)
Вилануова је насеље у Италији у округу Фиренца, региону Тоскана.
Према процени из 2011. у насељу је живело 347 становника. Насеље се налази на надморској висини од 51 м.